# Skinty Fia
Skinty Fia fue el tercer álbum de estudio de la banda de rock irlandesa Fontaines D.C., lanzado el 22 de abril de 2022 a través del sello Partisan Records. Al igual que en los dos álbumes anteriores "Dogrel" de 2019 y "A Hero's Death" de 2020, fue producido por Dan Carey.
Su título hace referencia a una expresión irlandesa de exclamación de disgusto, asombro, decepción o irritación, cuya traducción literal es "la condena del ciervo", en alusión a una especie desaparecida de alce irlandés como el que aparece en la portada de este trabajo discográfico.
Después de su publicación se convirtió en el primer álbum número uno de la banda irlandesa en listas británicas de discos, y le valió la victoria del Brit Awards 2023 en la categoría de Mejor Grupo Internacional.
Del mismo se lanzaron como singles previos "Jackie Down the Line", "I Love You", "Skinty Fia" y "Roman Holiday".

## Lista de canciones
1. "In ár gCroíthe go deo"
2. "Big Shot"
3. "How Cold Love Is"
4. "Jackie Down the Line"
5. "Bloomsday"
6. "Roman Holiday"
7. "The Couple Across the Way"
8. "Skinty Fia"
9. "I Love You"
10. "Nabokov"